# 136557 Neleus
136557 Neleus è un asteroide troiano di Giove del campo greco. Scoperto nel 1973, presenta un'orbita caratterizzata da un semiasse maggiore pari a 5,2095035 UA e da un'eccentricità di 0,0622353, inclinata di 9,96262° rispetto all'eclittica.
L'asteroide è dedicato a Neleo, padre di Nestore.